# 2e régiment de tirailleurs sénégalais
Pour les articles homonymes, voir 2e régiment.
Le 2e régiment de tirailleurs sénégalais (2e RTS) est un régiment français des troupes coloniales, stationné au Soudan français (actuel Mali) de la fin du XIXe siècle aux années 1940.

## Création et différentes dénominations
- 23 avril 1892: Création du régiment de tirailleurs Soudanais à partir de six compagnies du régiment de tirailleurs sénégalais en opération au Soudan et de deux compagnies d'auxiliaires indigènes[1].
- 7 mai 1900 : Renommé 2e régiment de tirailleurs sénégalais[2]
- 2 septembre 1939 : Renommé 2e régiment mobile de tirailleurs sénégalais
- 1er avril 1940 : Redevient 2e régiment de tirailleurs sénégalais
- 1er octobre 1940 : Devient régiment de tirailleurs sénégalais du Soudan, dissout le 31 décembre 1946

## Colonels/chef-de-brigade
- régiment de tirailleurs soudanais[3]
  - juillet-septembre 1892 : lieutenant-colonel Léfèvre
  - 1892-1893 : colonel Combes
  - 1893-1894 : chef de bataillon Panier des Touches
  - 1894-1895 : lieutenant-colonel Comte
  - 1895-1896 : lieutenant-colonel Ebener
  - avril-juillet 1896 : chef de bataillon Moroni
  - 1896-1897 : colonel Lamary
  - 1897-1898 : chef de bataillon Valet
  - 1898-1899 : lieutenant-colonel Ebener
  - 1899- 1900 : colonel Vimard
- 2e régiment de tirailleurs sénégalais[3]
  - 1900-1901 : colonel Vimard
  - 1901-1902 : colonel Bertin
  - 1902-1904 : colonel Ebener
  - avril-mai 1904 : chef de bataillon Dumoulin
  - 1904-1905 : colonel Caudrelier
  - 1905-1907 : colonel Simoneau
  - 1908-1910 : colonel Noël
  - 1910-1912 : colonel Simonin
  - 1912-1913 : chef de bataillon de Ranglaudre
  - avril-mai 1913 : chef de bataillon Mourin
  - mai-juin 1913 : chef de bataillon Fouquet
  - 1913-1914 : lieutenant-colonel Venel
  - février-octobre 1914 : chef de bataillon Simonin
  - 1914-1915 : colonel Vimont
  - 1915-1916 : colonel Molard
  - 1916-1919 : colonel Bourgeron
  - 1919-1921 : lieutenant-colonel de Fajolle
  - 1921-1923 : colonel Cluzeau
  - 1923-1925 : colonel Braive
  - 1925-1927 : colonel Malafosse
  - 1927-1929 : colonel Berger
  - 1929-1930 : colonel Lion
  - 1930-1932 : colonel Perraud
  - 1932-1933 : colonel de Martonne

## Historique des garnisons, combats et batailles du2eRTS

### Régiment de tirailleurs soudanais 1892-1900

Tirailleur soudanais vers 1897-1904.

Le régiment est formé de huit compagnies :
- 1re compagnie, ancienne 1re compagnie auxiliaire, à Sanankoro ;
- 2e compagnie, ancienne 3e compagnie de tirailleurs sénégalais, à Kérouané ;
- 3e compagnie, ancienne 9e compagnie de tirailleurs sénégalais, à Bissandougou ;
- 4e compagnie, ancienne 2e compagnie auxiliaire, à Kouroussa ;
- 5e compagnie, ancienne 15e compagnie de tirailleurs sénégalais, à Médine ;
- 6e compagnie, ancienne 6e compagnie de tirailleurs sénégalais, à Bamako ;
- 7e compagnie, ancienne 7e compagnie de tirailleurs sénégalais, à Siguiri ;
- 8e compagnie, ancienne 8e compagnie de tirailleurs sénégalais, à Kankan.

L'état-major est initialement à Médine jusqu'en septembre 1892, puis à Kayes.
Il participe à la Campagne du Soudan. 
Le régiment s'installe à Kati en 1899.

### 2erégiment de tirailleurs sénégalais avant 1914

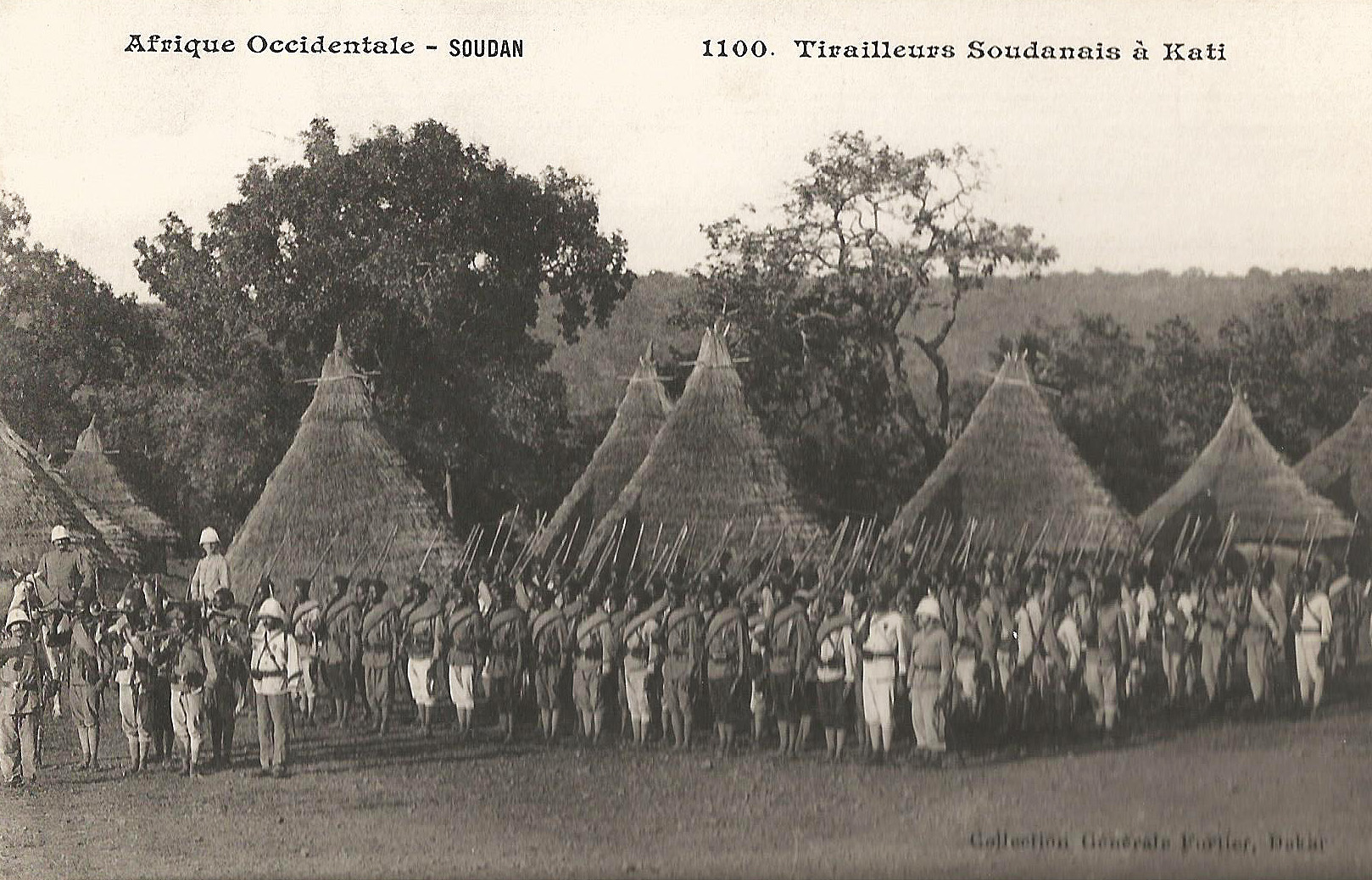
Tirailleurs à Kati vers 1906.

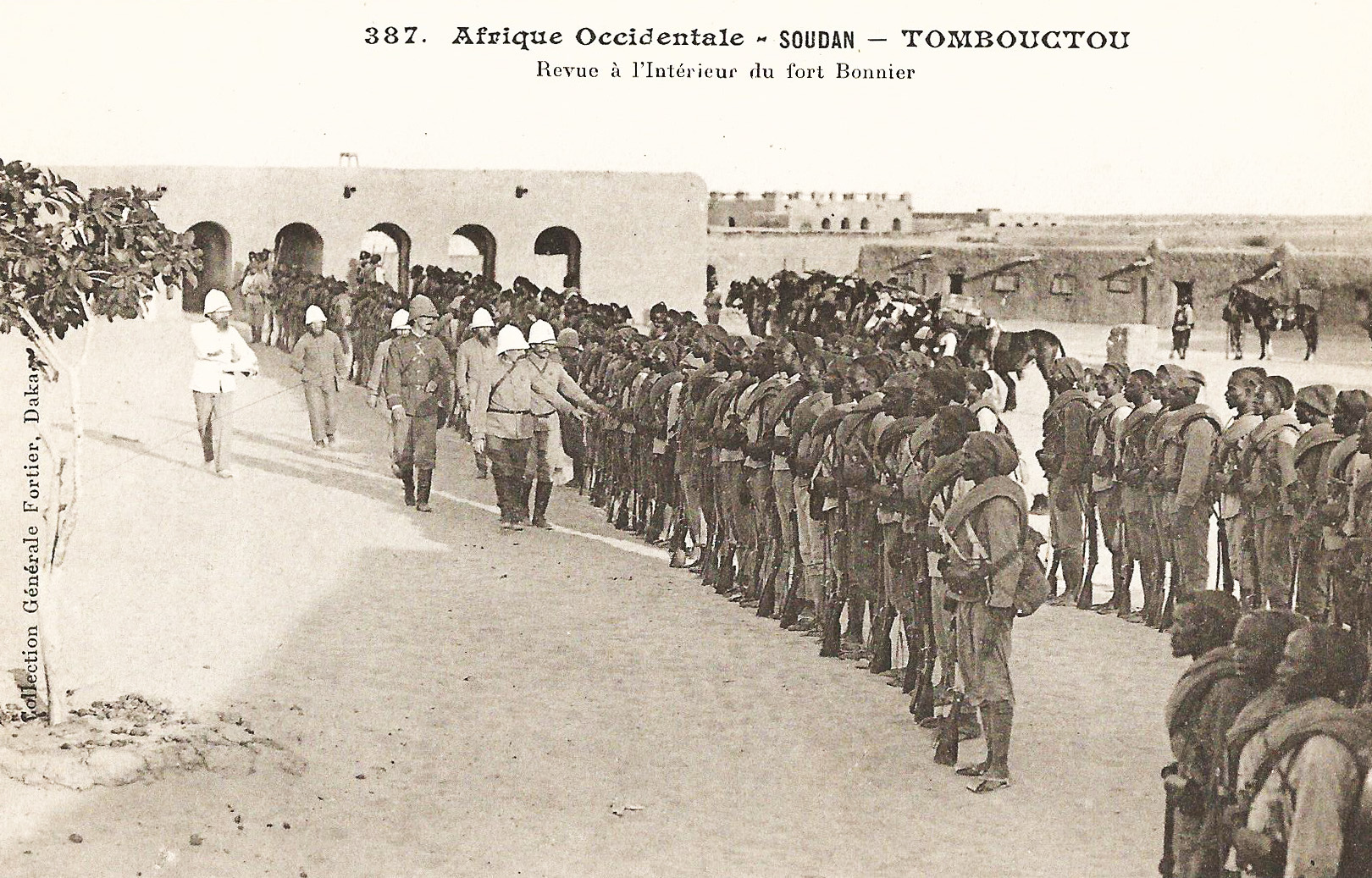
Tirailleurs à Tombouctou vers 1906.

Le régiment combat également dans le nord de la Côte d'Ivoire et sur les confins sahariens.
La composition du régiment début 1906 est la suivante :
- 1er bataillon :
  - 10e compagnie à Kati ;
  - 14e compagnie à Kati, Bamako et Koulikoro ;
  - 15e compagnie à Bandiagara et Mopti.
  - 6e compagnie à Kati, détachée à Tombouctou en janvier 1906.
- 2e bataillon :
  - 1re compagnie à Bobo-Dioulasso, Koury et Sikasso ;
  - 8e compagnie à Gaoua et Diébougou ;
  - 9e compagnie à Bobo-Dioulasso ;
  - 16e compagnie à Ouagadougou.
- 3e bataillon :
  - 3e compagnie à Dori et Niamey ;
  - 4e compagnie à Raz-El-Ma puis Bamba, devient compagnie méhariste
  - 5e compagnie à Gao ;
  - 11e compagnie à Tombouctou.
- 4e bataillon :
  - 2e compagnie à Kayes puis Zinder ;
  - 7e compagnie à Kayes (et Bakel jusqu'en 1907) ;
  - 12e compagnie à Kayes ;
  - 13e compagnie à Nioro.

Le 3e bataillon est dissout en mai 1906 et les 4e, 5e et 11e compagnies forment le bataillon de tirailleurs sénégalais de Tombouctou, indépendant. La 2e compagnie est séparée du régiment en juillet et rejoint le bataillon de Zinder.

### Première Guerre mondiale
Pendant la Première Guerre mondiale, le régiment ne participe pas aux combats en France mais maintient l'ordre colonial français en Afrique. Il est notamment engagé dans la guerre du Bani-Volta.
Il participe néanmoins à la formation de nombreuses unités de tirailleurs envoyées en France, dont le 35e bataillon de tirailleurs sénégalais décoré de la croix de guerre 1914-1918 et le 103e BTS. De même, le régiment porte l'inscription Maroc sur son drapeau alors qu'il n'y a jamais été envoyé en tant que tel, puisque de nombreux tirailleurs du 2e RTS y ont été envoyés.

### Entre-deux-guerres
En 1920, la Haute-Volta est séparée du Soudan français et les unités du 2e RTS stationnées dans ce territoire forment le bataillon de tirailleurs sénégalais no 6 de Ouagadougou. Le 2e RTS est organisé comme suit pendant l'entre-deux-guerres : 
- 1er bataillon à Kati
- 2e bataillon à Ségou

## Drapeau
Il porte dans ses plis les inscriptions suivantes:
- Soudan 1890
- Dahomey 1892
- Côte d'Ivoire 1893-1895
- Madagascar 1895
- Congo 1900
- Tchad 1900
- Maroc 1908-1918

## Insigne
Carte du Soudan au sigle 2e RTS, brochant sur une ancre bleue.

## Personnalités ayant servi au2eRTS

### Compagnons de la Libération
- Louis Oubre (1885-1942), caporal au régiment de 1907 à 1908 ;
- Albert Marty (1907-1984), sergent au régiment de 1933 à 1936 ;
- Henry Farret (1908-1974), officier au régiment en 1938 ;
- Noukoun Kone (1909-1988), engagé au régiment en 1929 ;
- Edmond Pinhède (1911-1997), officier au régiment en 1933(?)-1937.

### Autres personnalités
- Antoine Combes (1849-1913), général des troupes de marine à sa mort, chef de corps en 1892 ;
- Paul Constant Caudrelier (1858-1914), un des généraux français tués pendant la Première Guerre mondiale, chef de corps en 1904 ;
- Joseph Aymerich (1858-1937), Commissaire de la République au Cameroun, chef de bataillon en 1900 ;
- Paul Auguste Benoit (1865-1915), capitaine au régiment entre 1896 et 1899 où il fait fermer le marché aux esclaves de Kotia Kofikro (Bouaké), il meurt à la tête du 114e régiment d'infanterie en 1915 ;
- Charles N'Tchoréré (1896-1940), lieutenant au régiment en 1925 ;
- Abdoulaye Soumaré (1905-1964), premier général malien, engagé au régiment en 1925[14] ;
- Mohamed Ould Issa, lieutenant-colonel malien, engagé au régiment en 1926[14] ;